# Gunsbach
Gunsbach (tiếng Đức: Günsbach) là một xã ở tỉnh Haut-Rhin trong vùng Grand Est ở đông bắc Pháp. Xã này có diện tích 6,18 km², dân số năm 1999 là 920 người. Khu vực này có độ cao 340 mét trên mực nước biển.